# Escuela Vaticana de Paleografía, Diplomática y Archivística
La Escuela Vaticana de Paleografía, Diplomática y Archivística fue creada en 1884, por voluntad del papa León XIII, dentro de los Archivos Secretos Vaticanos (en salas con entrada desde el Cortile del Belvedere), con el fin de formar paleógrafos y archiveros así como transformar el archivo en un centro internacional de investigación histórica.

## Cursos
La Escuela ofrece 3 cursos: el curso de dos años en Paleografía y Diplomática, el curso de un año en Archivística y el curso de un año en Paleografía Griega. Todos los cursos son accesibles para laicos con un título de cinco años o título universitario equivalente, para eclesiásticos con licencia o doctorado. Para la admisión al curso de dos años y al curso de Paleografía griega es necesario aprobar una prueba escrita, en latín o griego respectivamente. Hay exámenes orales y escritos al final de cada año para todos los cursos. El número de alumnos no puede superar los 36 por curso. La escuela no es gratuita y para asistir a ella también se necesita una presentación de una universidad, un instituto equivalente o un académico reconocido.

### El curso de dos años de Paleografía y Diplomática
El curso se basa en las siguientes enseñanzas:
1er año:
- Paleografía latina
- Diplomático general
- Archivo

2º año:
- Diplomática pontificia
- Sigilografía
- Codicología

### El curso anual de Archivística
El curso proporciona las enseñanzas de:
- Archivística teórica
- Archivística práctica

### El curso anual de Paleografía griega
El curso proporciona enseñanzas de paleografía griega

## Descripción e historia

### La escuela de finales delsigloXIX
León XIII, que había abierto los Archivos Históricos del Vaticano a la consulta pública en 1881, también había establecido una comisión de cardenales para estudios históricos y tenía la intención de promover la edición de documentos, en particular de cartas papales antiguas. En 1884, el paleógrafo Isidoro Carini, que enseñaba en la Escuela de Paleografía de Palermo, fue el primero en obtener el puesto de maestro en la recién formada Escuela de Paleografía y Crítica Histórica -como se llamó entonces- instituida por León XIII, con el motu proprio del 19 de mayo de 1884 (número Saepe), con el que también se entregan los primeros Reglamentos a los Archivos Secretos del Vaticano.
El Prolusion, que marcó el inicio de los cursos, se entregó el 16 de marzo de 1885. Como guía para los alumnos, Isidoro Carini publicó tres folletos:
- Sommario brevissimo delle lezioni di paleografia, 1885,
- Piccolo manuale di sigle ed abbreviazioni dell'epigrafia classica, 1886, y
- Argomenti di paleografia e critica storica trattati negli anni 1885, 1886, 1887.

Angelo Melampo logró enseñar a Isidoro Carini, que murió repentinamente el 25 de enero de 1895.

### La Escuela desde principios delsigloXXhasta 1943
Un nuevo impulso lo dio el franciscano conventual Bruno Katterbach, quien mantuvo las enseñanzas desde 1913 hasta su repentina muerte el 29 de diciembre de 1931. Por decisión del Prefecto del Archivo Angelo Mercati y del Cardenal Franz Ehrle, Giulio Battelli (que había sido un escritor del Archivo desde 1927 y ayudó a Katterbach en la enseñanza) fue llamado para sucederlo. Battelli enseñó en la Escuela desde enero de 1932 hasta 1978, salvo una interrupción de los cursos debido a la guerra, de 1943 a 1945.
Las Lecciones de paleografía de Giulio Battelli, publicadas por primera vez en 1936, fueron el primer texto orgánico verdadero de la Escuela.

### La Escuela de 1946 a 1978
En 1954 Battelli publicó las Anotaciones al Estatuto de la Escuela. A la muerte de Mons. Angelo Mercati, en 1955, Giulio Battelli se convierte en director de la Escuela. El 21 de mayo de 1976, el Papa Pablo VI aprobó un nuevo Estatuto de la Escuela y se reformó el reglamento interno: a partir de ese momento, los estudiantes no graduados dejaron de ser admitidos en el curso de dos años.

### La Escuela de 1979 a 1999
Cuando Giulio Battelli dejó la docencia en 1978, sus alumnos eran numerosos. Nació la idea de organizar seminarios, en los que pudieran participar en gran número. La escritura, las bibliotecas y la imprenta en Roma en el siglo XV fue el tema de dos seminarios, en 1979 y 1982. Los primeros cien años de la Escuela se celebran con diversas iniciativas, incluida la editorial y la recogida de documentación relacionada con la actividad didáctica.
En 1985 se organiza la exposición documental El sello en la historia de la civilización, a través de los documentos del Archivo Secreto Vaticano, con la contribución de la Escuela, profesores y alumnos.

### La escuela después del 2000
La Escuela dispone de una sala multimedia, con 36 monitores para los alumnos, conectados directamente al ordenador del profesor. Se utilizan proyecciones de textos e imágenes, en formatos digitales y tridimensionales. Un presentador de video proyecta imágenes de documentos y códigos directamente en los monitores de los estudiantes, destacando los detalles de la escritura, encuadernación y ornamentación de cada código. El aula está conectada a una biblioteca especializada, en parte compuesta por donaciones de profesores y alumnos. Bajo las nuevas Regulaciones de 2018, los estudiantes no graduados ya no son admitidos en el Curso de Archivística anual.